# اشنیفلد (کرایز پیننبرگ)
شهر اشنیفلد (به آلمانی: Schenefeld) در ایالت اشلسویگ-هل‌اشتاین در کشور آلمان واقع شده‌است.